# 索布隆·艾地
索布隆·艾地（1934年6月2日—2007年2月10日），另译梭伯伦·艾地或索勃隆·艾地，是印度尼西亚旧秩序时代的著名作家和诗人。他是印度尼西亚共产党领导人D·N·艾地的弟弟。

## 生平
索布隆·艾地1934年6月2日出生于印度尼西亚勿里洞县丹绒香兰。自十几岁开始，他便积极参与文学创作。在13岁时，在棉兰的《时代》（Waktu）杂志发表了第一篇短篇小说《球花豆》（Kedaung）。他在勿里洞的荷印学校毕业后，前往雅加达的印度尼西亚大学学习。搬到雅加达后，索布隆遇到了与他的哥哥住一起的凱里爾·安哇爾。凱里爾在写作方面给了他很多指导，索布隆的创造力也在增长。他的诗歌和短篇小说发表在各种由H·B·耶辛筹办的杂志上。
1954年至1963年，担任雅加達沙連峇第一高中和中华会馆高中教师。也是穆尔塔图里文学院的讲师，巴格里·西里格爾也是该学院的讲师。他还是《人民日报》和《东星报》的记者，这两份报纸均为20世纪50年代末和60年代初的左派报纸。

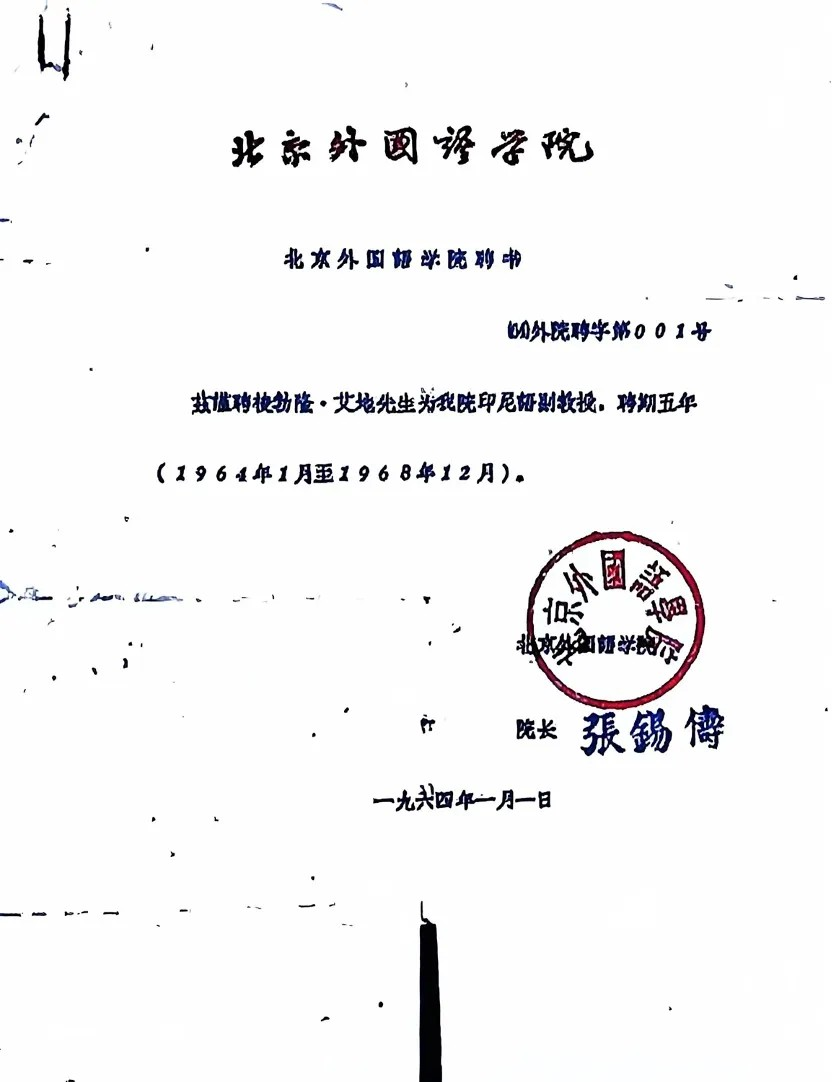
根据1964年北京外国语学院的聘书显示，他的名字被登记作“索勃隆·艾地”

1964年他在印尼左翼文化组织“人民文化协会”（LEKRA）的推荐下来到中国，被聘任为北京外国语学院（1964年1月至1968年12月，聘期5年）的印尼语副教授。根据当时北京外国语学院的聘书显示，他的名字被登记作“索勃隆·艾地”。为体现对其特殊身份的重视，中国方面给予了他较高的待遇，每月薪资达到425元，远高于普通外教的薪资标准。
从那时起，因人身安全原因，他一直未能回到印度尼西亚。在中国期间，与一名中国女子结婚并育有两个孩子。
文化大革命期间，索布隆·艾地及其家人被转移至南京和江西高安的五七干校，一边进行政治学习，一边参加生产劳动。他在文革后短暂担任中国国际广播电台印尼语专家。在合同到期后，索布隆打算离开中国，但他不知道该去哪里。 起初他想去香港，但他担心他会被引渡回印度尼西亚。1981年，他决定去巴黎，尽管他对这个国家一无所知并且不谙法语。抵达法国后，他在难民中心接受了法语课程；后来与几位好友在巴黎开设了“印度尼西亚”餐厅（Restaurant Indonesia）。在经营餐厅期间，还创作了题为《以餐厅来抗争》的作品。
2007年2月10日，因心脏病发作，索布隆在法国巴黎的一家医院去世。